# Crocetta di Caltanissetta

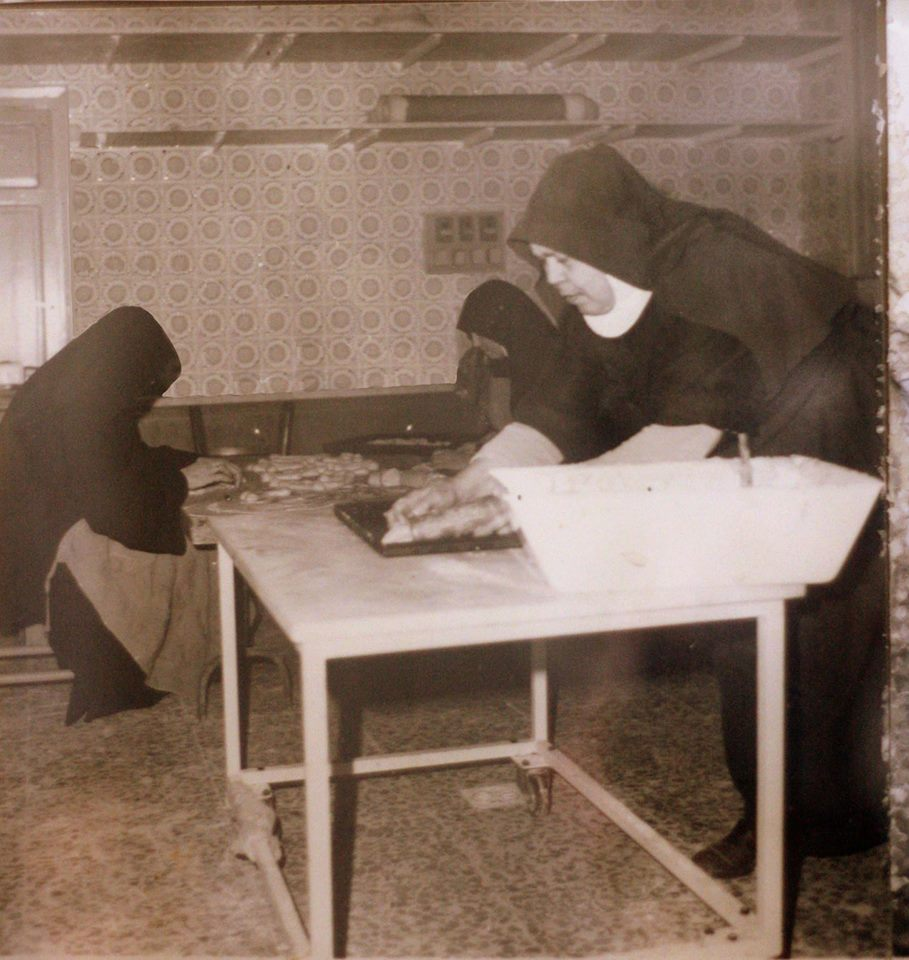
Monache Benedettine del monastero della Santa Croce a Caltanissetta intente a produrre i dolci chiamati: crocette

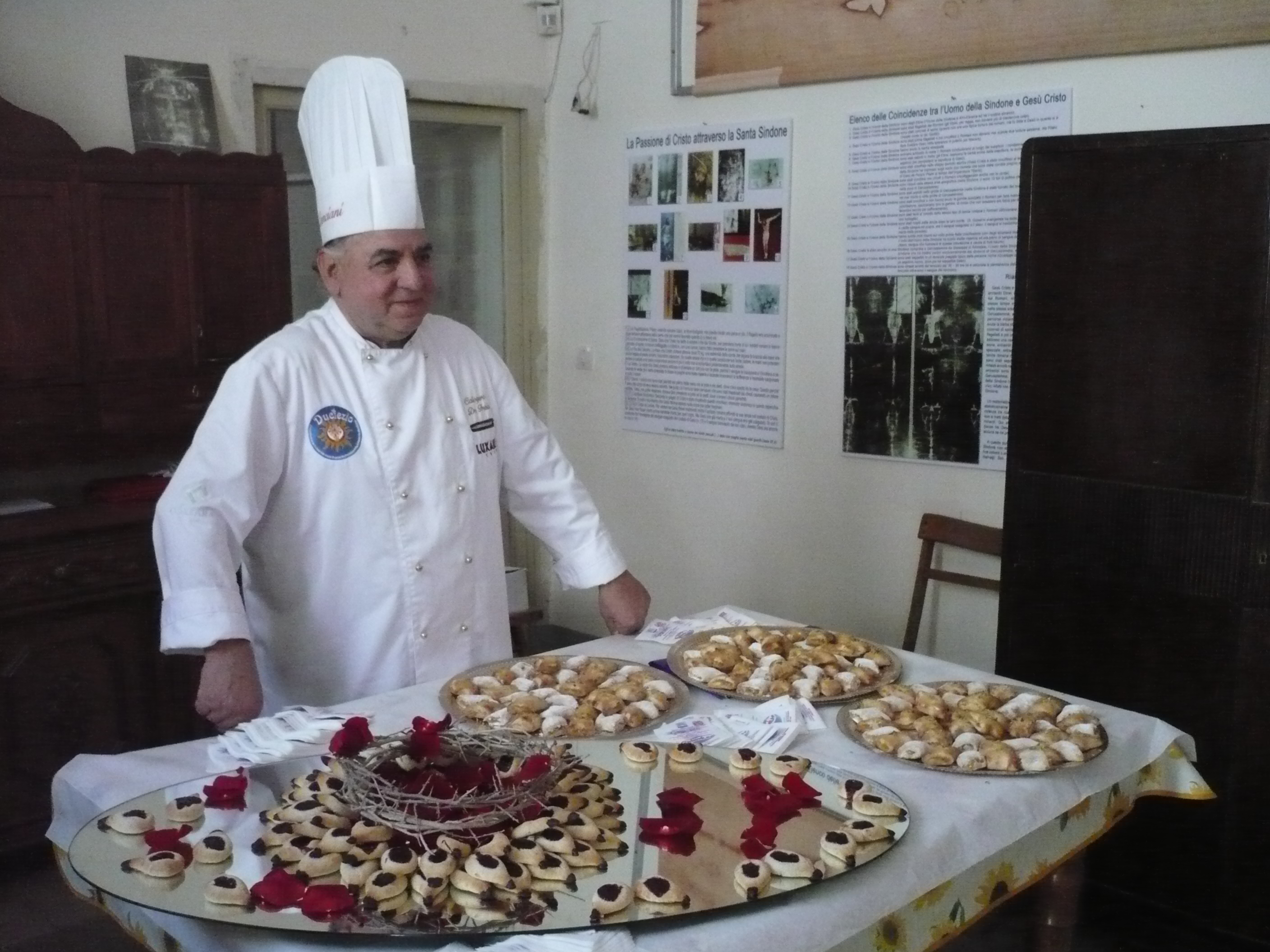
Spina santa e crocette presentate dal maestro pasticciere

La crocetta di Caltanissetta è un antico dolce nisseno, prodotto fino al 1908, poi dimenticato e quindi riscoperto di recente. 
È uno dei dolci del monastero, insieme alla spina santa, essi venivano preparati e donati durante la festa dell'Esaltazione della santa Croce, il 14 di settembre, dalle monache benedettine del monastero annesso alla chiesa di Santa Croce, da cui prendono il nome.
La ricetta è nota solo al maestro pasticciere che ha riscoperto il dolce, ciò dopo ricerche ventennali fatte a partire da un racconto orale di una abitante del quartiere che ricordava la tradizione tramandata da madre in figlia della ricetta dell'antico dolce nisseno.
Attualmente la ricetta è conosciuta da quattro donne del omonimo quartiere di Santa Croce e dal pasticciere ri-scopritore della stessa.

## Storia
Insieme ad una moltitudine di dolci le monache, per festeggiare gli ospiti illustri del monastero, crearono due dolci; la spina santa che veniva prodotta annualmente in occasione della settimana santa, e la crocetta di Caltanissetta prodotta in occasione della ricorrenza della festa della Santissima Croce il 14 settembre.
Questa consuetudine, propria dei monasteri femminili, di preparare dolci al suo interno non nasce per fini commerciali, quanto per la necessità delle suore di contraccambiare in maniera elegante e significativa favori e servizi ricevuti dall'esterno. Successivamente si trovò il modo per mantenersi grazie allo scambio (baratto) di materie prime in cambio di prodotto finito.
L’annuale festività fu stabilita la domenica precedente il 29 settembre. All’Abadessa Mammana seguì nel 1664 suor D. Anna Ippolito che oltre all’arricchire di nuovi arredi, suppellettili e gioiali la chiesa ebbe a cuore che le festività dell’anno fossero celebrate col migliore decoro e splendore, specie quella della Invenzione della Croce in cui s’invitavano a tesser gli elogi i migliori oratori.»
(Mons. Francesco Pulci)
La pasticceria è storicamente una espressione della storia dei luoghi e dei tempi in cui vive l'uomo; inoltre, l'aspetto religioso e devozionale nella pasticceria è un elemento non secondario di accompagnamento alle feste secondo il calendario liturgico e agiografico. 
Nella pasticceria, infatti, le similitudini e le differenze si manifestano nella ricetta a seconda del periodo in cui il dolce viene preparato. Similitudini e differenze che incidono anche nel suo significato economico e sociale, tant'è che si può parlare di dolci ricchi e dolci poveri, a seconda del tipo, della qualità e quantità di materie prime impiegate insieme all'imprescindibile aspetto creativo. In altri termini il dolce ha un ruolo di testimonianza etnoantropologica della storia delle genti e dei luoghi di produzione.

## Ingredienti
Gli ingredienti usati nella crocetta sono tipici del comprensorio nisseno di inizio secolo scorso essi sono: le mandorle, lo zucchero e la purea dolce di limone, arancia o altri frutti del territorio; inoltre lo zucchero a velo e il pistacchio. La farina usata è particolare perché è fatta rigorosamente con grani biologici del comprensorio nisseno quali il grano russello e il timilia o tumminia e il tenero maiorca.
La crocetta è prodotta in due varianti: al limone con lo zucchero a velo che lo ricopre e con il pistacchio frantumato sopra, in quello all'arancia.
Di questo dolce il maestro pasticciere riscopritore della ricetta, insieme ai pasticcieri dell'associazione Duciezio, successivamente elabora un dolce più moderno e leggero, che meglio si adatta ai moderni gusti; il dolce in questione viene chiamato delizia del Convento in onore delle monache benedettine.